# Drypetes leiocarpa
Drypetes leiocarpa là một loài thực vật có hoa trong họ Putranjivaceae. Loài này được (Kurz) Pax & K.Hoffm. mô tả khoa học đầu tiên năm 1922.